# Hirokazu Yasuhara
Hirokazu Yasuhara (安原広和?, Yasuhara Hirokazu; 12 ottobre 1965) è un autore di videogiochi giapponese.

## Biografia
Ha realizzato il gameplay di diversi titoli di Sonic the Hedgehog per la console Sega Mega Drive, riutilizzando i demo tecnici di Yūji Naka e il design dei personaggi di Naoto Ōshima. Nonostante Yasuhara e Ōshima abbiano creato diverse caratteristiche dei videogiochi della serie, la maggior parte della stampa videoludica identifica Yuji Naka come l'ideatore principale di Sonic the Hedgehog.
Yasuhara ha lavorato per la serie fino al 1994 anche se ha contribuito alla realizzazione di Sonic 3D: Flickies' Island e Sonic X-treme nel 1996 e Sonic R del 1997, rimanendo con la Sonic Team fino al 2002. Successivamente è entrato a far parte della Naughty Dog, lavorando sulla serie Jak and Daxter e Uncharted, collaborando nuovamente con l'ex dipendente della SEGA Mark Cerny. Inoltre è stato design director presso la Namco Bandai Games America. Nell'aprile 2012, Yasuhara si è trasferito alla Nintendo, occupando una posizione all'interno della Nintendo Software Technology.

## Titoli realizzati
- Sonic the Hedgehog (1991)
- Fatal Labyrinth (1991)
- Sonic the Hedgehog 2 (1992)
- Sonic the Hedgehog 3 (1994)
- Sonic & Knuckles (1994)
- Sonic 3 & Knuckles (1994)
- Sonic 3D: Flickies' Island (1996)
- Sonic X-treme (1996)
- Sonic R (1997)
- Sega Smash Pack 2 (2000)
- Floigan Bros. (2001)
- Jak 2 (2003)
- Jak 3 (2004)
- Jak X (2005)
- Uncharted: Drake's Fortune (2007)
- Afro Samurai (2009)
- Pac-Man Party (2010)
- Mario and Donkey Kong: Minis on the Move (2013)